# 徐爱华
徐爱华（1965年—），浙江绍兴人，汉族，中华人民共和国政治人物、第十二届全国人民代表大会浙江地区代表。
2013年，被选为全国人大代表。